# Камынин, Сергей Михайлович
Сергей Михайлович Камынин (7 октября 1898 года, г. Павловский Посад, Московская губерния — 14 февраля 1944 года, район г. Апостолово, Апостоловский район, Днепропетровская область) — советский военачальник, полковник (1938).

## Начальная биография
Сергей Михайлович Камынин родился 7 октября 1898 года в городе Павловский Посад.
С 1914 года работал учеником в слесарной мастерской на фабрике Лабзина и Грязнова, а с 1915 года — упаковщиком в магазине Иванова на 1-й Тверской-Ямской улице в Москве.

## Военная служба

### Первая мировая и гражданская войны
В январе 1917 года призван в ряды Русской императорской армии и направлен в 1-ю Московскую запасную артиллерийскую бригаду, дислоцированную в Москве. В конце декабря этого же года был демобилизован.
12 января 1918 года добровольно вступил во 2-й лёгкий артиллерийский дивизион, формировавшийся в Москве. В мае С. М. Камынин в составе батареи направлен в район Смоленска и затем включён в состав 17-й стрелковой дивизии в районе Орши. Вскоре батарея была преобразована в дивизион в составе Западной дивизии, где Камынин назначен на должность командира взвода.
В июле 1919 года направлен на учёбу на Смоленские артиллерийские курсы, которые в январе 1920 года были передислоцированы в Москву. После окончания курсов С. М. Камынин в марте того же года направлен в 9-ю Кубанскую армию (Кавказский фронт), после чего участвовал в партийной работе по советизации станиц Усть-Лабинского района. В июле назначен на должность военкома Лазаревского, а в августе — Адлеровского военкомата Сочинского округа.
В январе 1921 года назначен на должность начальника разведки в составе 92-го лёгкого артиллерийского дивизиона (31-я стрелковая дивизия), после чего принимал участие в боевых действиях в ходе Тифлисской операции в районе Пиленково, Гагр, Нового Афона и Сухуми.

### Межвоенное время
В июле 1921 года назначен на должность командира взвода в составе 3-й батареи (22-й лёгкий артиллерийский дивизион, 22-я стрелковая дивизия), дислоцированной в станице Кореновская, а осенью того же года направлен на учёбу в Высшую артиллерийскую школу комсостава в Детском Селе, после окончания которой переведён в 37-ю стрелковую дивизию, где служил на должностях помощника начальника артиллерии, командира батареи и лёгкого артиллерийского дивизиона. В 1923 году дивизион под командованием С. М. Камынина направлен на манёвры, проводимые на Западном фронте, после окончания которых был дислоцирован в городе Клинцы.
В июне 1924 года направлен в 28-ю стрелковую дивизию, дислоцированную во Владикавказе, где назначен на должность командира батареи в составе лёгкого артиллерийского дивизиона, а в апреле 1925 года — на должность помощника командира дивизиона.
В феврале 1927 года С. М. Камынин переведён в Московскую Пролетарскую стрелковую дивизию, где служил на должностях командира батареи в составе 1-го стрелкового полка, командира линейной и учебной батарей, учебного дивизиона в составе артиллерийского полка, командира учебного дивизиона в составе 2-го стрелкового полка. С марта 1931 года учился на вечернем отделении Военной академии имени М. В. Фрунзе, после окончания которого продолжил служить в Московской Пролетарской дивизии и 17 апреля 1932 года назначен на должность начальника штаба 2-го стрелкового полка, 13 мая — на должность помощника начальника штаба, 16 июня — на должность начальника штаба артиллерии, а затем — на должность начальника артиллерии дивизии.
14 мая 1938 года назначен на должность начальника 1-го отделения 1-го отдела Управления начальника артиллерии Московского военного округа, а в декабре 1939 года направлен на учёбу в Академию Генштаба Красной Армии. В 1940 году вступил в ряды ВКП(б).

### Великая Отечественная война

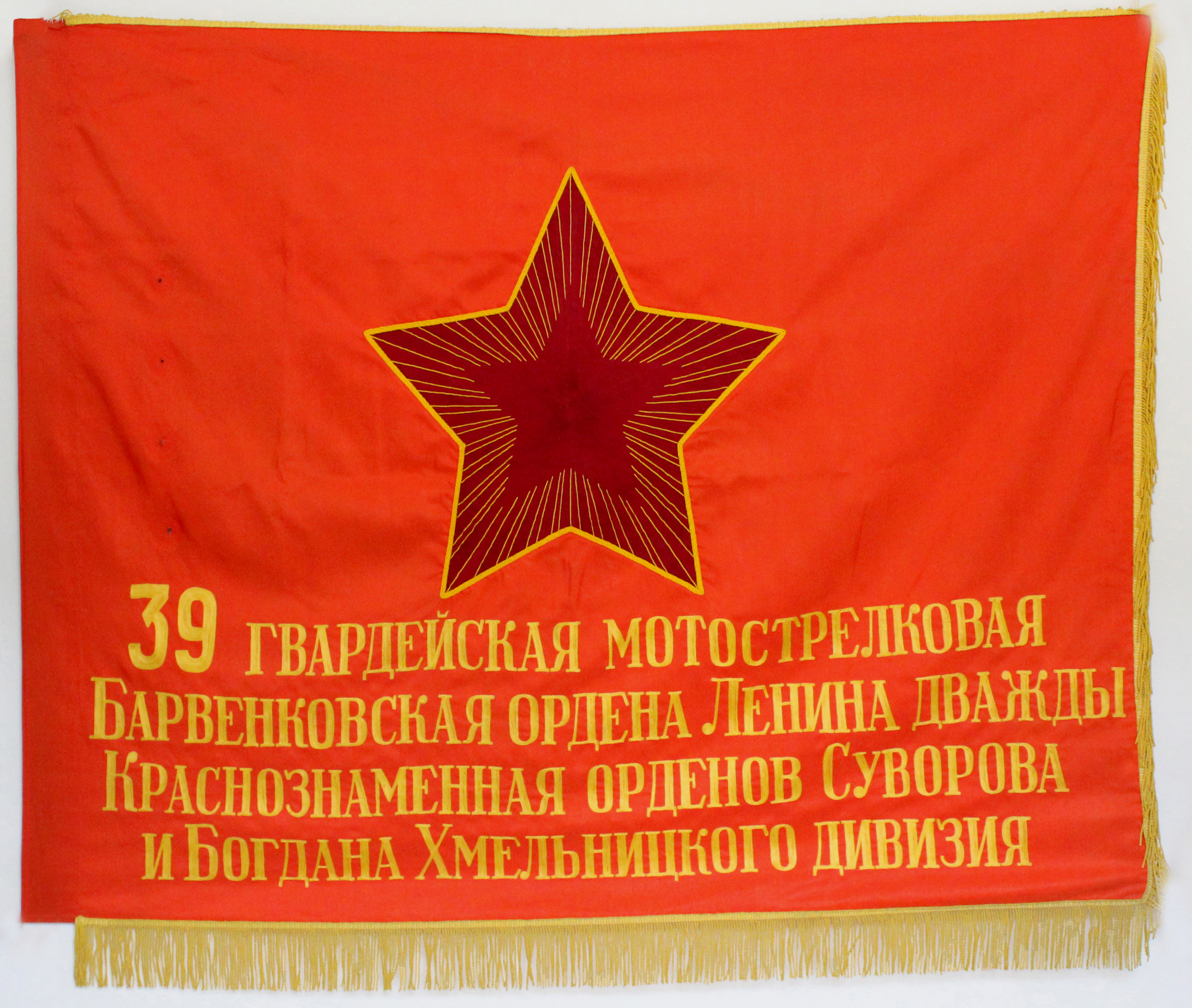
Знамя 39-й гвардейской мотострелковой дивизии.

После окончания учёбы в академии 10 июля 1941 года полковник С. М. Камынин направлен в распоряжение заместителя наркома обороны СССР С. М. Будённого и назначен на должность старшего помощника начальника оперативного отдела по изучению опыта войны Юго-Западного фронта, в октябре — на должность старшего помощника начальника оперативной группы Юго-Западного направления, а в июне 1942 года — на должность заместителя начальника оперативного отдела штаба Юго-Западного фронта.
В июле 1942 года переведён на должность заместителя начальника штаба по ВПУ 62-й армии, ведшей оборонительные боевые действия в излучине Дона. С 25 августа полковник С. М. Камынин в течение месяца исполнял должность начальника штаба 62-й армии, после чего вернулся на прежнюю должность. 62-я армия вела оборонительные боевые действия в Сталинграде, в январе 1943 года участвовала в уничтожении окружённой группировки войск противника, а весной заняла оборонительный рубеж на левом берегу реки Оскол. 5 мая 1943 года за мужество и героизм, проявленные в Сталинградской битве, 62-я армия была преобразована в 8-ю гвардейскую армию, а полковник С. М. Камынин назначен на должность начальника оперативного отдела — заместителя начальника штаба этой же армии и вскоре принимал участие в ходе Изюм-Барвенковской и Донбасской наступательных операций, битвы за Днепр и Днепропетровской наступательной операции.
29 декабря 1943 года назначен на должность командира 39-й гвардейской стрелковой дивизии, которая вскоре вела наступательные боевые действия в излучине Днепра севернее Никополь в рамках Никопольско-Криворожской операции, в ходе которых дивизия прорвала сильно укрепленную полосу обороны противника южнее Ново-Николаевки и содействовала освобождению Никополя. Полковник С. М. Камынин был отмечен в Приказе Верховного Главнокомандующего № 42 от 8 февраля 1944 года. В ночь с 10 по 11 февраля 1944 года дивизия после совершенного 50-километрового марша вступила в бой с противником, ведшим наступательные боевые действия по направлению на город Апостолово с юга . В ходе этих боёв полковник Сергей Михайлович Камынин 14 февраля 1944 года погиб в районе города Апостолово. 
Похоронен возле города Апостолово (ныне Днепропетровская область, Украина). В 1954 года прах был перезахоронен в Москве на Введенском кладбище (6 уч.).

## Семья
Жена — Камынина Марина Алексеевна.

## Награды
- Орден Красного Знамени (06.04.1943)[4];
- Орден Отечественной войны I степени (19.03.1944, посмертно)[5];
- Орден Красной Звезды (26.10.1943)[6];
- Медаль «За оборону Сталинграда»;
- Юбилейная медаль «XX лет Рабоче-Крестьянской Красной Армии».